# ウメマツカヲル
ウメマツ カヲルは、日本の漫画家、イラストレーター。

## 主な作品

### 連載
- よしのぶがっ!（『ガンガンONLINE』、『ガンガン戦-IXA-』（2010年冬の陣）、スクウェア・エニックス）

### イラスト
- ガンガンONLINE